# ایرامیا
ایرامیا (به پرتغالی: Iramaia) یک منطقهٔ مسکونی در برزیل است که در باهیا واقع شده‌است. ایرامیا ۸٬۱۹۷ نفر جمعیت دارد.